# Parrain (religion)
Pour les articles homonymes, voir Parrain.
Un parrain ou une marraine est une personne qui s'engage à soutenir son filleul ou sa filleule (la personne parrainée) dans sa vie chrétienne pour l'aider à grandir dans la foi. Cette fonction est présente dans le catholicisme, le christianisme orthodoxe, et certaines confessions protestantes (anglicanisme, luthéranisme, presbytérianisme, méthodisme).

## Histoire

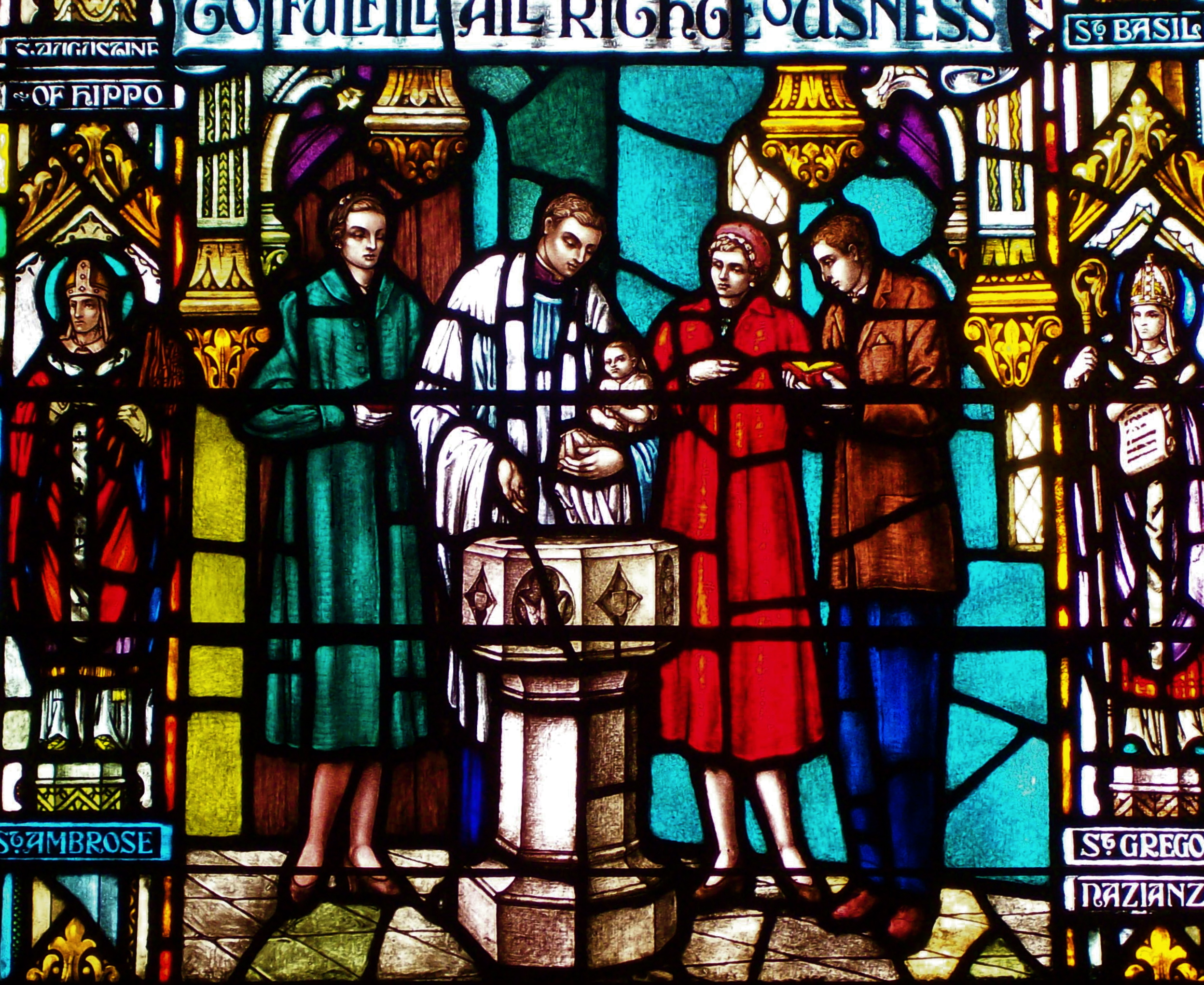
Détail du « vitrail du baptême » de la cathédrale épiscopale Sainte-Marie de Memphis (Tennessee), montrant un parrain et une marraine au milieu du.

L'origine du parrainage dans le christianisme remonte à l'adoption du pédobaptisme au IIe siècle . Cette fonction a été adoptée dans le catholicisme , le christianisme orthodoxe , et certaines confessions protestantes (anglicanisme, luthéranisme, presbytérianisme, méthodisme) .
Le parrainage permet de sceller un lien entre le parrain et la famille de l'enfant. À la fin du XVe siècle à Porrentruy, l'enfant porte presque systématiquement le même prénom que son parrain. Le parrainage permet également, jusqu'au XIXe siècle, d'hériter d'une partie de la propriété foncière.

### Rôle
Ils s'engagent à soutenir leur filleul dans sa vie chrétienne, à l'aider à grandir dans la foi. Ils accompagnent leur filleul dans la préparation aux trois sacrements de l'initiation chrétienne, soit le baptême, la première communion, la confirmation. Ils s'engagent aussi à participer à l'éducation du filleul et à aider les parents dans leurs responsabilités. Pour y arriver, ils doivent posséder les capacités nécessaires et une certaine maturité.
L'Église catholique demande que parmi le parrain et la marraine l'un au moins soit baptisé. Ils sont historiquement choisis dans le cercle familial, mais la tendance croissante est également de les choisir chez les amis. Une personne d'une confession chrétienne mais non catholique (orthodoxie ou protestantisme) sera nommée « témoin de baptême » et non parrain ou marraine.

### Confirmation
Pour le sacrement de confirmation, le parrain ou la marraine doivent être catholiques, eux-mêmes confirmés, et âgés de plus de seize ans.

### Interdictions
En Sicile, les diocèses de Catane et de Mazara del Vallo ont suspendu la nomination des parrains et marraines en 2021 et 2022 afin notamment de lutter contre la mafia.

### Protestantisme
Les parrain et marraine existent dans le protestantisme réformé qui pratique le baptême des enfants. Ils sont rares mais pas inexistants dans le protestantisme évangélique.

### La subtilité de nos jours
Une personne non baptisée au droit de devenir marraine.
Le parrain et la marraine s'engagent à venir en aide et subvenir aux besoins de l'enfant si ses parents n'en sont plus capables.